# Don Siegel
Donald "Don" Siegel, född 26 oktober 1912 i Chicago i Illinois, död 20 april 1991 i Nipomo i Kalifornien, var en amerikansk filmregissör och producent. Han är bland annat känd för Världsrymden anfaller (Invasion of the Body Snatchers, 1956) och flera filmer med Clint Eastwood, däribland Dirty Harry (1971) och Flykten från Alcatraz (1979).

## Biografi
Donald Siegel föddes i Chicago och studerade i New York och England innan han sökte sig till Los Angeles. Han fick arbete på Warner Bros efter att ha träffat Hal B. Wallis. Hos Warner skapade han montagesekvenser till filmer, bland annat öppningsscenen i Casablanca. 1946 Oscarbelönades två kortdokumentärer Siegel regisserat, vilket fick fart på hans karriär som regissör. Under sin karriär som regissör gjorde han bland annat Elvis Presley-filmen Halvblodet (1960), Ett helvete för hjältar (1962) med Steve McQueen, The Killers - Bödlarna (1964) och fem filmer med Clint Eastwood. Hans sista film var Mord i leken (1982).
Han var gift 1948-1953 med Viveca Lindfors och de fick sonen Kristoffer Tabori (sonen tog sitt efternamn från moderns senare make George Tabori). 1957 gifte han sig med Doe Avedon med vilken han adopterade fyra barn men sedan skilde sig från. Hans sista fru var Carol Rydall, som han var gift med till sin död.

## Filmografi (urval)
- 1946 – Svarta handsken (regi)
- 1949 – Jakten genom Mexico (regi)
- 1956 – Världsrymden anfaller (regi)
- 1958 – Narkotikasmuggling (regi)
- 1960 – Halvblodet (regi)
- 1962 – Ett helvete för hjältar (regi)
- 1964 – Bödlarna (regi och produktion)
- 1968 – Brottsplats Manhattan (regi)
- 1968 – Coogans bluff (regi och produktion)
- 1970 – Sierra Torrida (regi)
- 1971 – Korpral McB - anmäld saknad (regi och produktion)
- 1971 – Dirty Harry (regi och produktion)
- 1973 – Fallgropen (regi och produktion)
- 1974 – Den svarta väderkvarnen (regi och produktion)
- 1976 – Den siste gunfightern (regi)
- 1977 – Telefon (regi)
- 1979 – Flykten från Alcatraz (regi och produktion)
- 1980 – Sköna juveler (regi)
- 1982–1983 – The Jeffersons (TV-serie) (73 avsnitt, produktion)
- 1982 – Mord i leken (regi)